# コンスタンティノス・カレツァス
コンスタンティノス・カレツァス（Konstantinos Karetsas, ギリシア語: Κωνσταντίνος Καρέτσας 2007年11月19日 - ）は、ギリシャのプロサッカー選手。ベルギーのヘンク出身。ベルギー・ファースト・ディビジョンAのKRCヘンク所属。ポジションはミッドフィールダー。

## 経歴
2020年までKRCヘンクのユースアカデミーに所属した後、RSCアンデルレヒトのユースアカデミーで3年間過ごした。その後、2023年1月にヘンクへ復帰。
2023-24シーズンに下部チームのヨング・ヘンクでプロデビューし、最初の7試合で3得点を記録した。
2024年2月にトップチームへ昇格。5月4日のサークル・ブルッヘ戦でトップチームデビューを果たした。

## 代表歴
ベルギーで生まれ育ったが両親がギリシャ人であるため、両国の代表資格を持っていた 。
世代別ではベルギー代表でプレーしていたが、2025年3月にギリシャ代表に選出され、20日のUEFAネーションズリーグ昇格/降格プレーオフ、スコットランド戦（第1戦）に途中出場してA代表デビュー。続く第2戦でギリシャ代表史上最年少で得点を記録した 。

## 個人成績

### 代表
| ギリシャ代表 | 国際Aマッチ | 国際Aマッチ |
| 年           | 出場        | 得点        |
| ------------ | ----------- | ----------- |
| 2025         | 2           | 1           |
| 通算         | 2           | 1           |

### 代表での得点
| # | 開催日        | 開催地                      | 対戦国         | スコア | 結果 | 大会                                               |
| - | ------------- | --------------------------- | -------------- | ------ | ---- | -------------------------------------------------- |
| 1 | 2025年3月23日 | グラスゴー ハムデン・パーク | スコットランド | 2–0    | 3–0  | UEFAネーションズリーグ2024-25・昇格/降格プレーオフ |